# Brian Moloughney

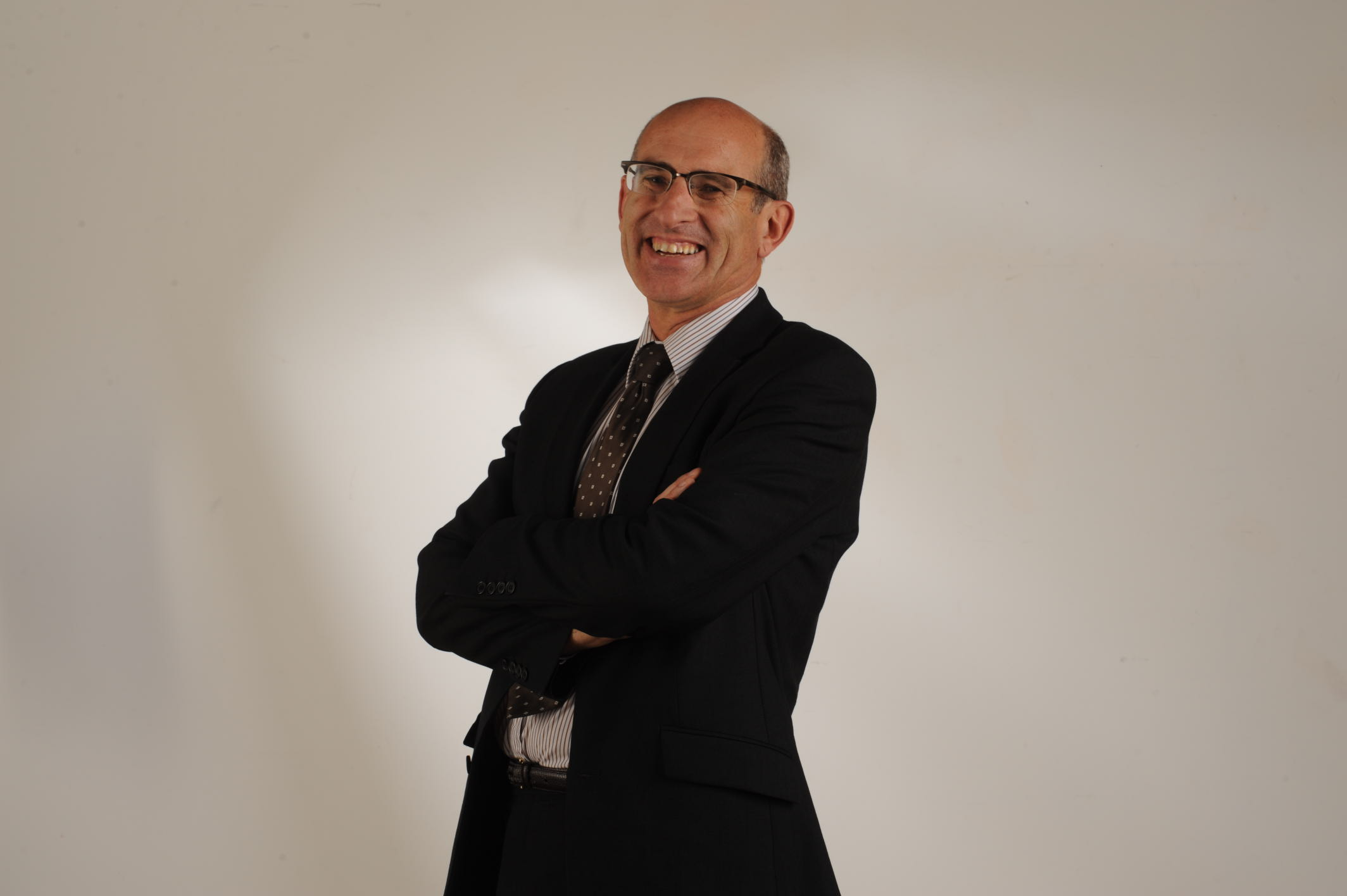
Brian Moloughney

Brian Moloughney (* 1955) ist ein neuseeländischer Historiker.

## Leben
Er erwarb 1984 den BA an der University of Canterbury, 1986 den MA an der University of Canterbury und 1996 den PhD an der Australian National University. Er ist Professor für chinesische Geschichte am Institut für Geschichte und Kunstgeschichte der University of Otago.
Seine Forschung konzentriert sich auf die chinesische Geschichte, insbesondere auf die chinesische Geschichtsschreibung. Derzeit untersucht er die Interaktion zwischen chinesischen Gelehrten und westlichen Sinologen in Peking in den 1920er und 1930er Jahren und die Art und Weise, wie diese Interaktion den Grundstein für moderne chinesische Studien sowohl in China als auch im Westen legte.

## Schriften (Auswahl)
- als Herausgeber mit Tony Ballantyne: Disputed histories. Imagining New Zealand’s pasts. Dunedin 2006, ISBN 1-877372-16-1.
- als Herausgeber mit Henry Mabley Johnson: When the waves rolled in upon us. Essays in nineteenth-century Maori history. Auckland 2006, ISBN 978-1-86940-384-3.
- als Herausgeber mit Peter Zarrow: Transforming history. The making of a modern academic discipline in twentieth-century China. Hong Kong 2011, ISBN 962-996-479-1.